# Давід Гусман
Давід Гусман (ісп. David Guzmán, нар. 18 лютого 1990, Сан-Хосе) — костариканський футболіст, півзахисник клубу «Портланд Тімберс».
Виступав, зокрема, за клуб «Сапрісса», а також національну збірну Коста-Рики.

## Клубна кар'єра
У дорослому футболі дебютував 2009 року виступами за команду клубу «Сапрісса», в якій провів сім сезонів, взявши участь у 214 матчах чемпіонату. Більшість часу, проведеного у складі «Сапрісси», був основним гравцем команди та кілька разів ставав чемпіоном Коста-Рики, а також володарем кубка країни.
До складу клубу «Портланд Тімберс» з МЛС приєднався на початку 2017 року. Відтоді встиг відіграти за команду з Портланда 15 матчів в національному чемпіонаті.

## Виступи за збірні
2007 року виступав за юнацьку збірну країни, у складі якої того року брав участь у юнацькому чемпіонаті КОНКАКАФ та юнацькому чемпіонаті світу.
2009 року залучався до складу молодіжної збірної Коста-Рики до 20 років, у складі якої став молодіжним чемпіоном КОНКАКАФ та півфіналістом молодіжного чемпіонату світу. Всього на молодіжному рівні зіграв у 7 офіційних матчах, забив 1 гол.
1 червня 2010 року дебютував в офіційних іграх у складі національної збірної Коста-Рики в товариському матчі проти Швейцарії (1:0). 
У наступному році у складі збірної був учасником Кубка Америки 2011 року в Аргентині та Золотого кубка КОНКАКАФ 2011 року у США. В подальшому грав на Золотому кубку КОНКАКАФ 2015 року у США та Канаді та 2017 року у США.
У травні 2018 року був включений до заявки збірної на тогорічну світову першість в Росії.

## Досягнення
- Чемпіон КОНКАКАФ (U-20): 2009
- Чемпіон Коста-Рики (5): 2010 (літо), 2014 (літо), 2014 (зима), 2015 (зима), 2016 (зима).
- Володар Кубка Коста-Рики (1): 2013.